# Polska Misja Pastoralna św. Brata Alberta Chmielowskiego w San Jose
Polska Misja Pastoralna św. Brata Alberta Chmielowskiego (ang. St. Brother Albert Chmielowski Polish Pastoral Mission) – parafia rzymskokatolicka położona w San Jose w stanie Kalifornia, Stany Zjednoczone.
Jest ona wieloetniczną parafią w diecezji San Jose, z mszą św. w j. polskim, dla polskich imigrantów.
Nadzór klerycki sprawowany jest przez Towarzystwo Chrystusowe dla Polonii Zagranicznej.
Parafia została dedykowana św. Bratu Albertowi Chmielowskiemu.

## Historia
W styczniu 1981 roku w wyniku podziału Archidiecezji San Francisco została utworzona Diecezja San Jose. Mimo tego faktu społeczność polonijna zamieszkująca okolice San Jose nadal należała do Polskiej Misji św. Wojciecha w San Francisco. W 1983 roku Towarzystwo Chrystusowe dla Polonii Zagranicznej zakupiło ziemię pod przyszły ośrodek duszpasterski.
W sierpniu 1989 roku ówczesny Prowincjał Towarzystwa Chrystusowego Ks. Tadeusz Winnicki mianuje, za aprobatą biskupa Diecezji, proboszczem Misji w San Jose, kapłana ze zgromadzenia księży chrystusowców. Kolejnym istotnym faktem kształtującym oblicze Polskiej Misji Pastoralnej był akt nadania patrona Misji, którym został Albert Chmielowski – polski święty, wyniesiony na ołtarze w 1989 roku przez Papieża Jana Pawła II.
Jest to pierwsza katolicka wspólnota parafialna w Stanach Zjednoczonych nosząca miano tego świętego.
W kwietniu 1998 roku odbyła się uroczystość konsekracji własnego kościoła, której przewodniczył biskup Pierre DuMaine.
Poświęcenia Centrum przy kościele, dokonał biskup Patrick McGrath w kwietniu 2000 roku.

## Proboszczowie
- Ks. Stanisław Drzał TChr. (1981–1989)
- Ks. Andrzej Maślejak TChr (1989–1991)
- Ks. Stanisław Żak TChr (1991–1996)
- Ks. Paweł Bandurski TChr (1996–2002)
- Ks. Jan Karpowicz TChr (2002–2006)
- Ks. Andrzej Sałapata TChr (2006–2015)
- Ks. Jan Fiedurek TChr (od 2015)

## Szkoły
- Polska Szkoła Sobotnia. pss-sj.org. [zarchiwizowane z tego adresu (2015-02-22)].

## Grupy parafialne
- Rada parafialna
- Lektorzy
- Ministranci
- Katecheci
- Koła Żywego Różańca
- Apostolat św. Brata Alberta
- Grupa Modlitewna
- Harcerze
- Schola "Niebianskie Dzieci" (chór dziecięcy)